# سوزان مولر
سوزان مولر (آلمانی: Susanne Müller؛ زادهٔ ۱۲ مه ۱۹۷۲) بازیکن هاکی روی چمن زن اهل آلمان است.
وی در مسابقات کشوری و بین‌المللی در مجموع برندهٔ ۳ مدال نقره، ۱ مدال برنز شده‌است.